# Bebetta

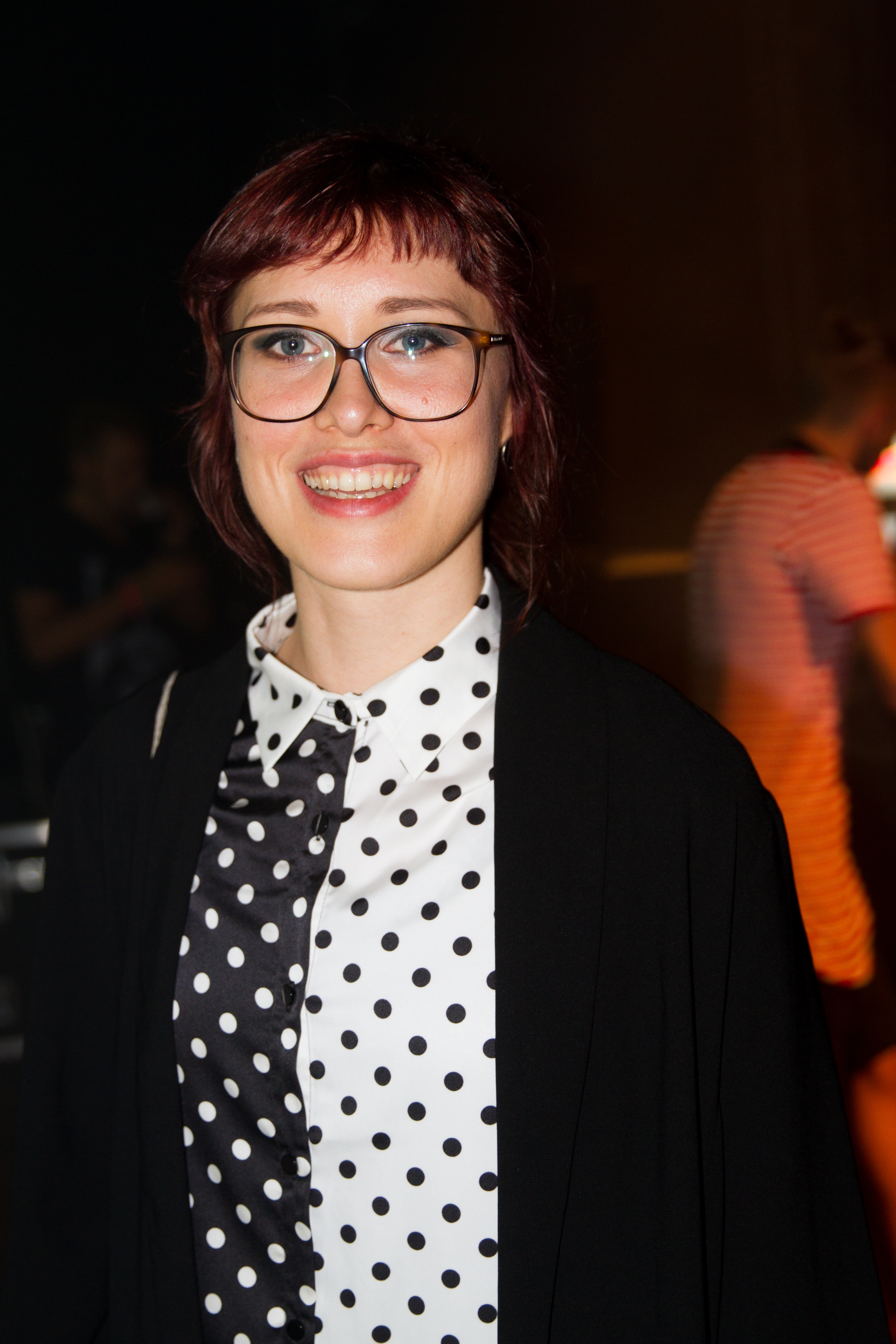
Bebetta beim Airbeat One 2015

Bebetta (* in Bremen, bürgerlich Anika Schnabel) ist eine deutsche Musikproduzentin und Techno-DJ und Künstlerin. Sie ist bekannt für ihre verspielte, farbenfrohe Ästhetik, die sie nicht nur in ihrer Musik, sondern auch in ihren handgefertigten Vinylcover-Artworks ausdrückt.

## Werdegang
Nach dem Abitur absolvierte Anika Schnabel eine Ausbildung im Einzelhandel und begann 2008 ihre Karriere als DJ. Da sie sich zunächst als „Beta-Version“ eines DJs empfand, wählte sie den Künstlernamen „Bebetta Beta“, den sie später zu „Bebetta“ verkürzte. 2009 zog sie für ein Psychologiestudium nach Trier, brach dieses jedoch ab, um sich ganz der Musik zu widmen. Seit 2014 lebt sie in Berlin.
Bebetta ist bekannt für ihre kreative Verbindung von Musik und Kunst. Seit der Gründung ihres Labels Eating People im Jahr 2020 gestaltet sie ihre Vinyl-Cover in aufwendiger Handarbeit. Besonders auffällig ist ihre Verwendung von Bommeln, die zu ihrem Markenzeichen geworden sind. Sie kombiniert verschiedene Materialien wie Acrylfarbe, Tape oder Textilien und erschafft so Unikate, die die Essenz ihrer Musik visuell widerspiegeln. Ihre limitierten Vinyl-Veröffentlichungen sind oft Teil größerer Kunstwerke, wie etwa dreidimensionaler Installationen aus Schallplattenhüllen.
Neben ihrer Musikproduktion ist Bebetta seit 2021 als Moderatorin der Radiosendung ‘Push mit Bebetta’ auf Bremen Next zu hören. Sie ist zudem eine der Protagonistinnen der Reportage-Serie ‘Call me DJ!’, die die Erfahrungen weiblicher DJs in einer männerdominierten Branche beleuchtet.
Für den Film Fucking Berlin produzierte sie den Introtrack und hatte zudem einen Cameo-Auftritt. Darüber hinaus moderiert sie ihre monatliche Podcastreihe ‘Bebetta in Bed’, in der sie live ihre Musik präsentiert.
Mit ihrer Musik ist sie auf zahlreichen Festivals weltweit vertreten – u. a. beim Fusion Festival, Feel Festival, Airbeat One, Oldenbora, Ikarus und Strawberry Fields. 
Ihre Raver 4 Life EP belegte 2019 vordere Plätze in den Deutschen Club Charts sowie den Beatport-Charts.

## Diskografie

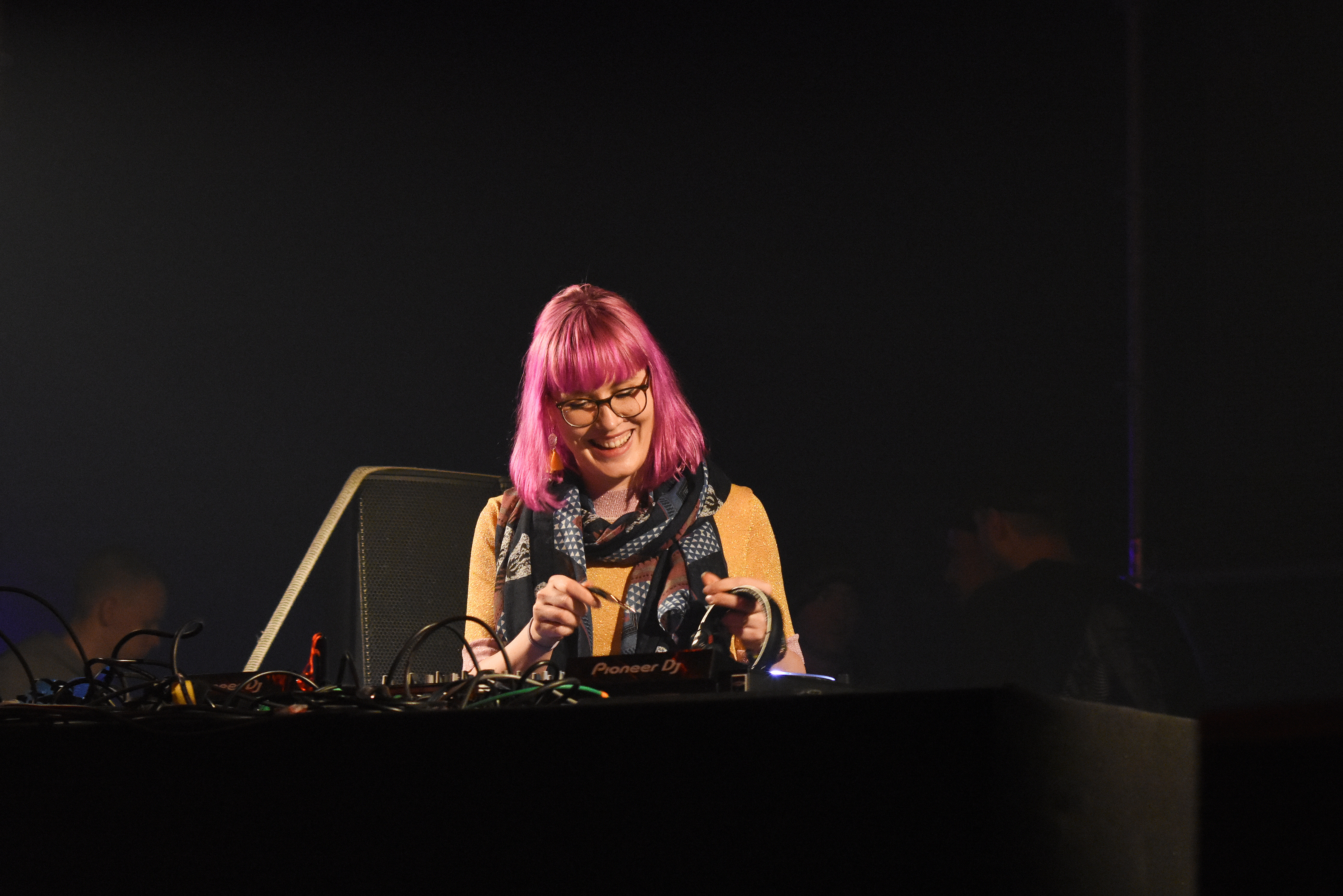
Bebetta beim Sputnik Springbreak 2018

### Singles und EPs
- 2012 Herr Kapellmeister EP (Damm Rec)
- 2013 Try To Sleep EP (Patro de Musica)
- 2013 Lucky Child (Damm Rec)
- 2014 Herr Kapellmeister Remix EP (Damm Rec)
- 2014 Electric Train EP (Kallias)
- 2014 Space Seven (trndmsk)
- 2015 Stiefmütterchen (Tächno) (mit Le Palf)
- 2015 Olot (I Love Vinyl)
- 2015 Blue Heliopolis (3000 Grad) (mit Seth Schwarz)
- 2015 La Nuit (Supdub) (mit René Bourgeois)
- 2016 Estival (Monaberry)
- 2016 Uppercut EP (Monaberry)
- 2017 Elephant On Ebay EP (Monaberry, mit Coz)
- 2018 Megalon EP (Monaberry)
- 2018 Gattara (Monaberry)
- 2018 Raver 4 Life EP (Get Physical Music)[11]
- 2019 Zulu Sun! (Kittball)
- 2020 UFOs Are Real (Mercurial Tones)[12]
- 2020 Eating People (EP, mit HRRSN)[13]
- 2021 All of Us (Stil vor Talent, mit Hidden Empire)[14]
- 2022 Bom (Ugenius)[15]
- 2022 Good Omen (3000 Grad Records, mit Los Cabra)[16]
- 2023 Volcano Trip (Ritter Butzke Records)[17]
- 2023 Hold On (Selador Records, mit Smash TV)
- 2024 Don’t Be Sad (Eating People)
- 2024 Stumbling Stone (Eating People)
- 2025 House Of Yes (Eating People)

## Auszeichnungen
- 2009 Tresor (Club) Award[18]